# LoveGame
LoveGame è un singolo della cantante statunitense Lady Gaga, pubblicato il 24 marzo 2009 come quarto estratto dal primo album in studio The Fame.
Brano synthpop e contemporary R&B prodotto da RedOne, è stato estratto come terzo singolo in Nord America ed Europa, e come quarto singolo in Australia, Nuova Zelanda e Svezia dopo Eh, Eh (Nothing Else I Can Say). LoveGame è stato pubblicato come quarto singolo anche nel Regno Unito, dopo Paparazzi.
Il singolo è entrato nelle prime dieci posizioni di Stati Uniti, Australia, Canada, Nuova Zelanda e altri Paesi europei ed è divenuto la terza numero uno consecutiva di Lady Gaga nella Billboard Pop 100 statunitense.

## Descrizione
Il brano è stato scritto da Lady Gaga e RedOne in una settimana del gennaio 2008, in un momento in cui metà del materiale del disco era ancora in lavorazione. È stata prodotta da RedOne. In un'intervista con Rolling Stone, Lady Gaga ha spiegato l'origine e il significato del brano, soffermandosi particolarmente sul verso "Let's have some fun this beat is sick / I wanna take a ride on your disco stick". Ha dichiarato: «È un'altra delle mie ben studiate metafore per un pene. Mi trovavo in un locale notturno e ho avuto un rapporto sessuale con qualcuno, e gli ho detto: 'I wanna ride on your disco stick'. Il giorno dopo mi trovavo in studio e ho buttato giù la canzone in poco più di quattro minuti. Quando la canto dal vivo, ho in mano un vero bastone - sembra un pene gigante duro e gustoso - che si accende».
Lady Gaga ha parlato del significato di LoveGame anche nel talk show australiano Rove, nel cui paese il testo della canzone ha causato diverse controversie, ribattendo: «Non penso che il disco stick sia inconcepibile. Il significato delle parole è molto chiaro. Se poi mi sbaglio, dovrò pensare che la gente ce l'abbia con me superficialmente. Ormai moltissima musica pop destinata ai giovani è molto più razzista della mia».
Dal profilo musicale, LoveGame è un brano up-tempo elettropop e R&B con un ritmo orientato alla musica dance. Secondo Kerri Mason da Billboard, la composizione "porta con sé la vibrazione della scena della New York underground senza perdere la sua oscenità e insolenza". È posto in una misura di un tempo comune ed è scritto in chiave B minore con un tempo musicale di 104 battiti per minuto. I confini vocali di Lady Gaga si espandono dalla nota B3 alla nota G5.
Il brano ha un'intro piuttosto minaccioso, accompagnato dalla fioca voce di Lady Gaga che ripete due volte di seguito la fatidica frase 'Let's have some fun, this beat is sick/I wanna take a ride on your disco stick'. LoveGame è stato riproposto in un buon numero di remix, dei quali uno molto famoso è quello di Chew Fu, comprendente il featuring del cantante Marilyn Manson.

## Video musicale
Il video musicale del brano è stato diretto da Joseph Kahn e pubblicato il 13 febbraio 2009 in Australia, e in Regno Unito il 13 agosto 2009 alle sette di pomeriggio su 4Music. Alcune scelte stilistiche del video rimandano al video musicale di Bad di Michael Jackson poiché anch'esso è ambientato in una metropolitana. Il video è stato girato a Los Angeles nel fine settimana del 9 gennaio 2009 in contemporanea al video per il singolo Eh, Eh (Nothing Else I Can Say). Negli Stati Uniti, VH1 e MTV hanno ritoccato pesantemente il video, rimuovendo tutte le scene che ritraevano Lady Gaga nuda e rendendo illeggibile la scritta «Campari» che etichettava una bottiglia tenuta in mano da un ballerino.
Le coreografie sono state curate da Laurie Ann Gibson, assistente coreografa di Gaga.
Il video è ambientato in varie location urbane, come un parcheggio sotterraneo e la stazione della metropolitana di New York.
Lady Gaga attua diversi cambi d'abito: inizialmente, mentre interpreta il brano, si presenta con il corpo completamente nudo dipinto tipo Body Art e ricoperta solamente da strass e glitter su una panchina in mezzo a due uomini sui cui capelli è scritto LOVE e FAME. Successivamente è vestita con una maglia a rete e balla attorniata da uomini con un bastone luminoso in mano, il disco stick appunto.
Il video continua con balletti coreografici: Lady Gaga affiancata da tre ballerini scende a passi ritmici la scalinata della metrò, sulla cui sommità i due consueti alani arlecchino immobili assistono alla danza. Le immagini si spostano in un parcheggio sotterraneo dove Lady Gaga e i suoi ballerini ballano sui cofani delle automobili parcheggiate, fino a quando non vengono fermati dai custodi. Infine la cantante si introduce nel box del custode, che a tratti appare uomo e ad altri donna, dove si lascia andare ad effusioni erotiche. Lady Gaga chiude il sipario del video scatenandosi in una coreografia con altri uomini in jeans attillati nel corridoio della ferrovia e accarezzandosi poi la regione inguinale dondolando i fianchi.

Gaga ha discusso in un'intervista con Entertainment Weekly dietro le quinte del video il desiderio di arricchire LoveGame con ardite coreografie e movimenti aggraziati: 
Il video musicale è stato censurato in molti Paesi in seguito alla sua uscita nel 2009. È stato sottoposto a misure di censura in Australia in cui è stato riservato solo a una visione da parte di maggiorenni, a causa della suggestiva proposta nel video di bondage e scene sessuali. Il canale ha richiesto di poter sfruttare una versione rivisitata del video che non avrebbe violato le clausole della censura. Programmi australiani come Rage e i canali Channel V e MTV hanno invece trasmesso il video nella sua forma originale. Il video è stato bandito anche da MTV Arabia che ha addotto la stessa ragione dell'Australia.
Il video ha ottenuto la certificazione Vevo, avendo superato le 100 milioni di visualizzazioni su YouTube e Vevo.

## Accoglienza

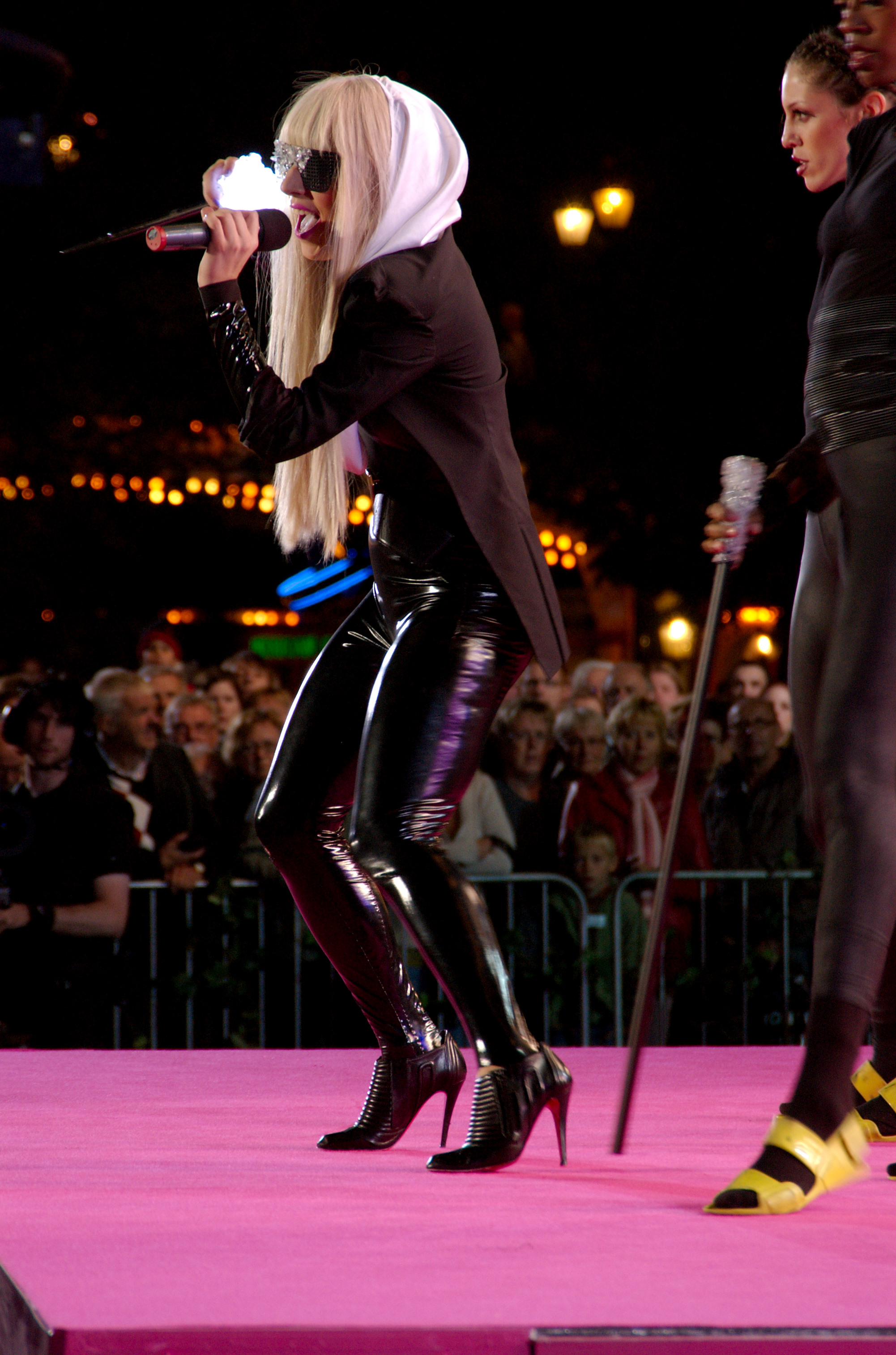
Gaga e le sue ballerine con il cosiddetto disco stick

LoveGame è stato esaltato dai critici musicali per la sua musica seducente e l'hook "I wanna take a ride on your disco stick". Gaga ha spiegato che la parola 'disco stick' è un eufemismo per richiamare il pene e ha tratto l'ispirazione dal suo desiderio sessuale per uno sconosciuto incontrato in una discoteca. Il brano ha comunque ricevuto recensioni miste dai critici musicali. Sal Cinquemani di Slant Magazine l'ha criticato per il testo scadente e la sua fastidiosa pronuncia che non sembra evocare alcuna sensualità. Ben Norman di About.com ha scritto che LoveGame riprende le insistenti tattiche di guerra a colpi di ritmi del precedente singolo, Just Dance e ci assalta con un testo sveglio come 'Let's have some fun/This beat is sick/I wanna take a ride on your disco stick'. Daniel Brockman di The Phoenix ha scritto: «Gaga alimenta la quota con il testo di una canzone orecchiabile e con il puro abbandono in stile high-in-the-club-banging-to-the-beat». Il critico ha inoltre discusso delle parole della canzone, affermando che «'Let's have some fun, this beat is sick/I wanna take a ride on your disco stick' suonerebbe come il più infimo ma bel ritornello che abbia mai ascoltato in un brano di prima linea quest'anno». In una recensione di The Fame, BBC ha scritto che la frase 'I wanna take a ride on your disco stick' suonava robotica nella canzone. Il brano è stato inoltre giudicato splendido, piacevole e completamente gelido, tale da «permetterci di assegnare a Gaga l'annuario titolo di 'popstar più adatta ad uccidere'».
Ben Hogwood di MusicOMH.com ha definito il brano un «fuori classe, un pop adornato da diamanti» insieme alle canzoni Starstruck e Paparazzi, ma ha dichiarato che talvolta il testo suona bizzarro, specie l'asserzione della frase: 'I'm on a mission, and it involves some heavy touchin'». Sarah Rodman dal The Boston Globe ha affermato che il brano "ha il livello di una grondaia con movimenti sinuosi". Priya Elan dal The Times ha parlato male del brano definendolo scontato. In un articolo, Chris Williams da Billboard ha dato il suo consenso al pezzo, scrivendo che "ha tutti gli ingredienti vincenti dei suoi predecessori: un ritmo electropop da discoteca creato a bacio per la radio, una provocatoria e sciocca frase ripetuta e un hook ("Let's have some fun, this beat is sick/I wanna take a ride on your disco stick"); e una dose della magia dei sintetizzatori degli anni Ottanta, sicché anche gli adulti possano ascoltarla".

## Esibizioni dal vivo
Lady Gaga ha eseguito il brano dal vivo per la prima volta nello Stud Bar di San Francisco il 27 maggio 2008. Nelle prime esibizioni live del brano, Lady Gaga si è sempre fatta accompagnare da due ballerine ed ha sempre cantato impugnando un bastone (il disco stick) nella mano destra, volteggiandolo o posizionandolo di fronte a sé. La cantante ha presentato LoveGame insieme a Beautiful, Dirty, Rich e Just Dance al San Francisco Pride, il 29 giugno 2008.
Il brano era contenuto nella scaletta del The Fame Ball Tour del 2009, eseguito come secondo pezzo del primo atto, e del The Monster Ball Tour del 2009 e 2010, eseguito come secondo pezzo del primo atto o primo pezzo del secondo atto.
LoveGame è parte della scaletta del The Born This Way Ball, dove viene eseguito come terzo pezzo del secondo atto e del Joanne World Tour.

## Tracce
AUS CD Single
1. LoveGame (Album version) - 3:33
2. LoveGame (Robots to Mars Remix) - 3:13

US (The Remixes) CD
1. LoveGame (Album Version)
2. LoveGame (Instrumental)
3. LoveGame (Acapella)
4. LoveGame (Dave Aude Radio Edit)
5. LoveGame (Space Cowboy Remxi)
6. LoveGame (Robot To Mars Remix)

US (The Remixes) Vinyl
1. LoveGame (Dave Aude Radio Edit)
2. LoveGame (Space Cowboy Remxi)
3. LoveGame (Robot To Mars Remix)
4. LoveGame (Album Version)
5. LoveGame (Instrumental)
6. LoveGame (ACapella)

Canadian iTunes Single
1. LoveGame (Space Cowboy Remix) - 3:19
2. LoveGame (Robots to Mars Remix) - 3:13

US iTunes Single
1. LoveGame (Robots to Mars Remix) - 3:13

US iTunes (The Remixes)
1. LoveGame (Dave Audè Radio Edit) - 3:32
2. LoveGame (Space Cowboy Remix) - 3:19
3. LoveGame (Robots to Mars Remix) - 3:13

Brazilian The Remixes Promo CD
1. LoveGame (Main)
2. LoveGame (Main With Intro)
3. LoveGame (Instrumental Loop)
4. LoveGame (Dave Audè Club Mix) - 8:10'
5. LoveGame (Space Cowboy Remix)
6. LoveGame (Kelvin Nicolas 'Dirrty Beat' Edit)
7. LoveGame (The Remixes)
8. LoveGame (Chester French Remix)
9. LoveGame (Robots To Mars Remix)
10. LoveGame (Michel D.A Edit Remix)

Australian Promo - Remixes
1. LoveGame
2. LoveGame (Robots To Mars Remix)
3. LoveGame (Space Cowboy Remix)
4. LoveGame (Dave Audè Club Mix)
5. LoveGame (Dave Audè Radio Edit)
6. LoveGame (Jody Den Broeder Club Mix)
7. LoveGame (Jody Den Broeder Radio Edit)
8. LoveGame (Instrumental)

 French iTunes (Bonus Track Version) / German Maxi Single CD
1. LoveGame (Chew Fu Ghettohouse Fix) 5.21
2. LoveGame (Robots To Mars Remix)	3.13
3. LoveGame (Space Cowboy Remix) 3.21
4. LoveGame (Jody Den Broeder Club Mix) 6.29
5. LoveGame (Dave Audè Club Remix)	8.37
6. LoveGame (Chester French Remix)	3.19
7. LoveGame 3.37

## Formazione
Crediti riportati dalle note di copertina di The Fame.
- Lady Gaga – voce, composizione, cori
- RedOne – composizione, produzione, cori, ingegneria del suono e strumenti
- Robert Orton – missaggio

## Successo commerciale

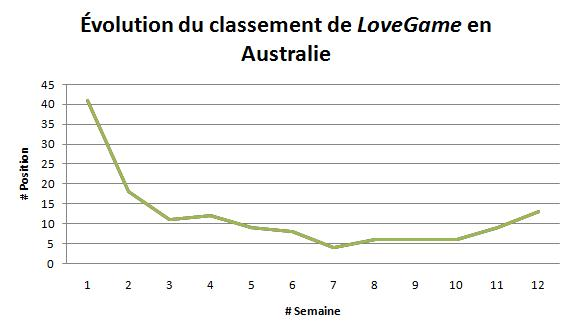
Andamento commerciale di LoveGame in Australia

Il brano ha debuttato al novantaseiesimo posto nella Billboard Hot 100 nella settimana protrattasi sino al 4 aprile 2009, ma ne è ricaduta fuori la settimana seguente. Dopo sei settimane, ha conseguito il sesto posto vendendo 107 000 download digitali e divenendo il più proficuo salto digitale della settimana. Due settimane dopo, LoveGame è arrivato al quinto posto, oltre cui non è riuscito a portarsi. Il brano ha raggiunto la numero uno nella Hot Dance Club Play ed è divenuto il terzo dominio di Gaga al primo posto nella Billboard Pop 100. Sino a febbraio 2018, ha venduto 2 660 000 copie digitali negli Stati Uniti secondo Billboard.
In Canada, il brano ha esordito al sessantottesimo posto nella settimana del 6 settembre 2008, prima dell'uscita ufficiale come singolo. Ritorna in classifica all'ottantasettesimo posto il 9 gennaio 2009. In seguito, LoveGame è saltato al quinto posto. Dopo aver fluttuato nella classifica per alcune settimane, LoveGame ha conseguito infine il secondo posto nella graduatoria. Il brano è stato certificato due volte disco di platino dalla Canadian Recording Industry Association (CRIA) nel giugno 2009, per aver venduto 80 000 copie digitali.
In Australia il brano ha esordito al novantaduesimo posto, ed è poi saltato al quarantesimo posto la settimana seguente. Nella settimana protrattasi sino all'11 maggio 2009, è schizzato al quarto posto tramutandosi nel terzo brano di Gaga insediatosi fra i primi cinque posti in Australia.
Il 5 marzo 2009, LoveGame esordisce alla posizione 49 in Irlanda, ma il singolo esce dalla classifica nella settimana successiva per ritornarvi a momenti alterni. Dopo un'assenza di circa cinque mesi, nella settimana del 20 agosto 2009, il brano ritorna in classifica alla posizione 49, e il 24 settembre dello stesso anno raggiunge la sua posizione più alta, la 30. LoveGame ha ricevuto una tiepida accoglienza in Irlanda e Gran Bretagna, dove maggiore attenzione è stata rivolta al successivo singolo di Lady Gaga, Paparazzi.

## Classifiche

### Classifiche settimanali
| Classifica (2009-10) | Posizione massima |
| -------------------- | ----------------- |
| Australia            | 4                 |
| Austria              | 6                 |
| Belgio (Fiandre)     | 6                 |
| Belgio (Vallonia)    | 5                 |
| Canada               | 2                 |
| Europa               | 13                |
| Finlandia            | 12                |
| Francia              | 5                 |
| Germania             | 7                 |
| Irlanda              | 30                |
| Nuova Zelanda        | 12                |
| Paesi Bassi          | 27                |
| Regno Unito          | 19                |
| Repubblica Ceca      | 10                |
| Slovacchia           | 10                |
| Stati Uniti          | 5                 |
| Stati Uniti (pop)    | 1                 |
| Stati Uniti (dance)  | 1                 |
| Svezia               | 12                |
| Svizzera             | 15                |
| Ungheria             | 4                 |

### Classifiche di fine anno
| Classifica (2009) | Posizione |
| ----------------- | --------- |
| Australia         | 39        |
| Austria           | 51        |
| Belgio (Fiandre)  | 30        |
| Belgio (Vallonia) | 49        |
| Canada            | 13        |
| Europa            | 46        |
| Francia           | 33        |
| Regno Unito       | 110       |
| Stati Uniti       | 35        |
| Svezia            | 53        |
| Svizzera          | 89        |